# Dendrobium daklakense
Dendrobium daklakense är en orkidéart som beskrevs av Tich, Schuit. och Jaap J. Vermeulen. Dendrobium daklakense ingår i släktet Dendrobium, och familjen orkidéer. Inga underarter finns listade i Catalogue of Life.